# Lago Qinghai
Il lago Qinghai («lago azzurro»; in cinese 青海湖: (pinyin) Qinghai Hu o (romanizzazione Wade-Giles) Ch'ing-hai Hu; in tibetano མཚོ་སྔོན་པོ: Tso Ngömpo), noto anche come Koko Nor, è un lago della provincia del Qinghai (Cina centro-occidentale). Questo specchio d'acqua, il più grande lago di montagna privo di emissario dell'Asia centrale, è situato in una depressione dei Qilian Shan; giace a circa 3200 m di altezza sul livello del mare.

## Geografia
La lunghezza del lago è di circa 105 km e la sua larghezza di circa 65 km; la sua superficie è approssimativamente di 6.000 km² nelle annate in cui il livello delle acque è particolarmente alto e di circa 4.200 km² quando il livello è basso. La massima profondità conosciuta è di circa 38 m. Tuttavia, le misurazioni del lago a partire dagli anni '90 hanno indicato che il livello medio della superficie è in diminuzione; certe volte, piccoli specchi d'acqua rimangono isolati dal corpo principale del lago lungo le zone costiere meno profonde. L'acqua è di colore azzurro, e il nome del lago deriva da parole mongole che significano «lago azzurro».

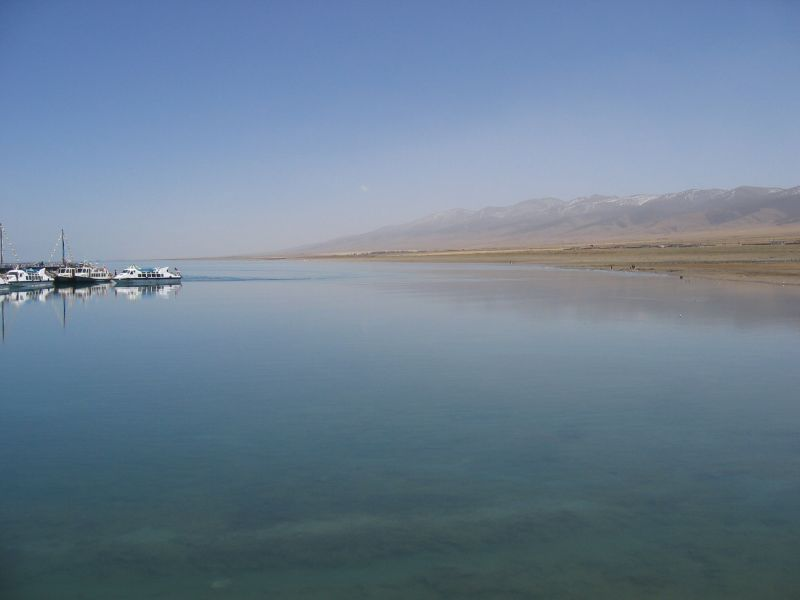
Il Qinghai nel maggio 2006.

La depressione del Koko Nor ebbe origine circa 2,5 milioni di anni fa. Le acque del lago formatosi all'interno della depressione originariamente defluivano nel fiume Machu, ma il sollevamento delle montagne circostanti privarono il lago di questo emissario. Le acque di fusione degli antichi ghiacciai andarono così accumulandosi e formarono un lago più grande e profondo nel Pleistocene superiore (circa 11.700 anni fa). All'epoca il lago era quasi un terzo più grande di oggi e profondo quasi 50 m. Quando i ghiacciai che lo alimentavano sparirono, il livello del lago scese fino a raggiungere i valori attuali.
Il paesaggio a nord della depressione contenente il lago è ondulato e collinoso, con molte montagne poco elevate. La depressione è cinta a sud dai monti del Qinghai meridionale (monti del Koko Nor meridionale), che si spingono fino ai confini orientali del lago e formano una stretta catena con vette distinte perennemente ammantate di neve. Più a est la catena si abbassa improvvisamente in una serie di basse colline. Le rocce che colmano la depressione consistono soprattutto di arenarie rosse e grigie e calcare color grigio chiaro simile ad argilla. Tracce di attività umana preistorica sono state ritrovate nelle zone di loess delle montagne circostanti.
Il fiume Buha sfocia nella parte occidentale del lago, e il delta che va a formare si spinge verso sud-est nel centro del lago. Lungo le coste adiacenti, i boschi ricoprono le terrazze che dalla linea costiera si innalzano fino a 50 m di altezza al di sopra del lago. Lungo la costa orientale sorgono molti piccoli laghi isolati e si innalza una costa coperta di boschi. Numerose isole sabbiose punteggiano il lago; la più grande misura 1650 m di lunghezza e più di 300 m di larghezza. I depositi sul fondo sono costituiti soprattutto da limo nero, giallo e giallo chiaro; in alcuni luoghi si può trovare anche della sabbia, ma in prossimità della costa sono i ciottoli a predominare. Il contenuto minerale dell'acqua varia moltissimo da un anno all'altro, ma il sale (cloruro di sodio) è sempre presente, e l'acqua salmastra, con una salinità di circa 16 grammi per litro, non è potabile. Delle circa due dozzine di fiumi e torrenti che sfociano nel Koko Nor, il Buha è il più grande. Durante l'estate questi fiumi sono ricchi di acque, facendo così innalzare il livello del lago. Tuttavia, questi torrenti (compreso il Buha) occasionalmente si prosciugano per un certo periodo di tempo, a causa dell'utilizzo delle loro acque per l'irrigazione e della generale diminuzione delle precipitazioni nella regione.

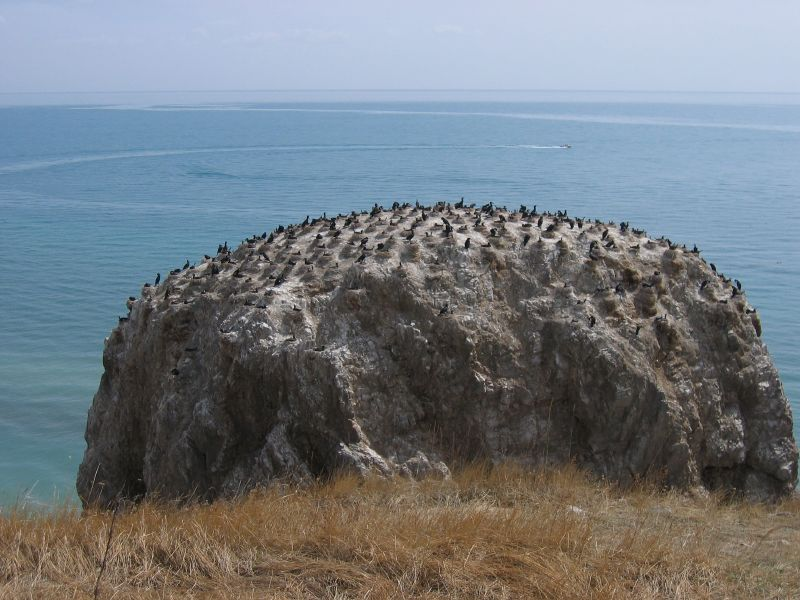
L'Isola degli Uccelli.

### Clima
Il bacino del Koko Nor ha un clima relativamente arido. Le tempeste di neve invernali si protraggono fino alla prima metà di marzo, ma la neve accumulatasi non è molta. La maggior parte delle precipitazioni (più del 70%) cade in luglio e agosto. Sulle coste sud-occidentali del lago e sulle pendici dei monti del Qinghai meridionale le precipitazioni annuali variano tra i 250 e i 300 mm; sulle coste settentrionali variano tra i 350 e i 400 mm, e sui monti situati a nord della depressione possono raggiungere i 500 mm. Durante l'estate, le acque del lago si riscaldano fino a una temperatura di 18-20 °C. Da novembre a marzo la superficie del lago si congela, e il ghiaccio che la ricopre può raggiungere i 60 cm di spessore.

### Flora e fauna
Le zone adiacenti al lago sono ricche di una lussureggiante copertura di erbe steppiche di vario tipo, che fanno delle aree attorno ai monti del Qinghai meridionale un'ottima zona di pascolo. Le principali forme di vegetazione sono l'artemisia (assenzio) e la derride. Nell'area sono presenti anche altri numerosi tipi di piante, tra cui ortiche, malvarose e aster. Sulle montagne crescono foreste di abeti.
I pesci del lago appartengono principalmente alla famiglia delle carpe. Pochi grandi mammiferi selvatici abitano la zona a causa della presenza umana nel territorio, ma nell'area sono presenti il kiang (asino selvatico asiatico) e il cavallo di Przewalski. I bharal o pecore azzurre (oaran-kukuyaman) vivono sui monti, così come i lupi. Le rive e le pendici adiacenti sono abitate da una grande varietà di uccelli, comprese allodole, tetraoni, piro-piro, cormorani, falchi, aquile, oche selvatiche e alcuni tipi di anatre e gabbiani. La pittoresca Isola degli Uccelli è situata nell'angolo nord-occidentale del lago. Il lago focalizzò su di sé l'attenzione agli inizi del XXI secolo in seguito a un'epidemia di influenza aviaria.

## Popolazione
Oltre agli han (cinesi), varie minoranze nazionali, quali tibetani, mongoli e hui (musulmani cinesi), vivono lungo le coste. Alcuni insediamenti, come Jiangxigou ed Heimahe, sorgono lunga la strada che collega Xining a Lhasa, in prossimità delle coste meridionali del lago. Sulla costa settentrionale sorge l'insediamento di Gangcha. La maggior parte degli abitanti non di origine han della regione, in particolare tibetani e mongoli, sono nomadi, e si prendono cura di vaste mandrie di bovini, pecore, cavalli e cammelli.